# فرودگاه وست اند
فرودگاه وست اند (به انگلیسی: West End Airport) یک فرودگاه همگانی با کد یاتا WTD است . این فرودگاه در کشور باهاما قرار دارد .